# Lantunas
Lantunas (lamtunas) ou luntunas (lumtunas) foi uma grande tribo dos berberes pertencente aos sanhajas que levaram uma vida nômade, e como outras tribos desse ramo, formavam parte dos mulaththamun ou "portadores do véu" (litam).

## Geografia
Segundo Albacri, originalmente o território lantuna se estendia ao sul da montanha de Aizal, ocupando toda a porção oriental do que é hoje a Mauritânia, tão longe quanto as franjas do Sudão. Estiveram separados do Atlântico pelas terras nômades dos judalas, que ocuparam a Mauritânia Ocidental e a porção sudoeste do país (Albacri, ibne Saíde) ao norte do Senegal Inferior e tão longe quanto as franjas de Jabal Alama. Perto de meados do século XI, os lantunas ocuparam o Adrar mauritano previamente habitado por uma tribo berbere não-muçulmana. Construíram ali uma fortaleza chamada Azugui, que então tornou-se sua capital e ponto relevante junto da rota comercial ligando Sijilmassa e Gana. De Adrar, as terras cruzadas pelos lantunas estendiam-se tão longe quando o Sudão, mais exatamente para Tagante. Na segunda metade do século XI, os lantunas ocuparam o distrito de Nulal Acsa no sudoeste do atual Marrocos e aquele de Saguia Alamra, ambos pertencentes a tribo no tempo de Dreses.

## História

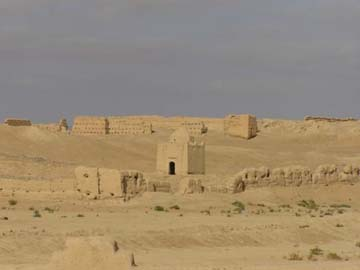
Ruínas de Sijilmassa

Rotas transaarianas do Saara Ocidental c. 1000-1500

Os lantunas foram nômades no Saara Ocidental, onde entre os séculos VIII e XI desempenhavam importante papel político. Segundo Albacri, a região por eles habitada se estendia das terras do Islã (Magrebe) àquelas dos negros (Sudão). O mesmo autor relata que não praticavam agricultura ou comiam pão, e suas riquezas vinham de seu gado, do qual extraíam carne e leite. Para ibne Caldune, já haviam formado um reino considerável à época de Abderramão I (r. 756–788), fundador do Emirado de Córdova. Ibne Caldune e ibne Abi Zar dão o nome de vários reis do seu tempo em diante. O primeiro desses foi certo Talacaquim, que provavelmente viveu em meados do século VIII. Seu sucessor foi Tilutane ou Taiualutane ibne Ticlane ibne Talacaquim, que morreu com 80 anos em 836-837. Foi um grande governante, e se ibne Abi Zar pode ser acreditado, reinou por todo o Saara Ocidental, e o território sob seu controle se estendia por três meses de jornada em largura e comprimento, tão longe quanto a fronteira dos negros, dos quais mais de 20 de seus reis eram súditos dele. O sucessor de Tilutane foi seu sobrinho Alatir ibne Batine (ou Ialatane), que morreu com 65 anos em 851-852, ou segundo outra fonte, em 900. O quarto rei foi Tamim/Ramim ibne Alatir que reinou até 912-913; foi morto pelos notáveis sanhajas numa rebelião. Sua more abriu um período de turbulências que durou 120 anos, até cerca de 1029.
O Estado, ou confederação, criado pelos lantunas e que durou até 918-919 era chamado Ambia pelos escritores árabes medievais. A primeira menção é feita pelo astrônomo Ibraim Alfazari, que situou-o entre o Reino de Sijilmassa (no Magrebe Ocidental) e o Império do Gana no Sudão Ocidental. Ibne Alfaci, cuja informação sobre a África vai até o século VIII, relata que Ambia fazia parte de Suz Alacsa (extremo sul do atual Marrocos) e estendia-se por uma marcha de 70 noites através das planícies de desertos. Iacubi diz que ao sul de Sijilmassa, que era alcançada por regiões vazias e desertos se estendendo por aproximadamente 50 dias de marcha, havia um povo chamado Ambia, que compunha parte dos sanhajas que viviam no deserto. Eles não tinham moradias fixas e que velavam seus rostos, segundo um de seus costumes. Não vestem túnica, mas cobriam-se com peças de roupa. Sua comida vinha de camelos e não tinham cereais ou grão.
A partir de Iacubi se sabe que Ambia não era o único grande poder berbere no Saara Ocidental; também cita a existência no deserto e nas franjas da grande terra dos negros uma terra (ou cidade) chamada Gaste, associada a Audagoste dos geógrafos do séculos X-XI e situada a sudeste da atual Mauritânia. Segundo Iacubi, não houve nesse país um rei que não tivesse religião, invadido a terra dos negros e que possuía numerosos reinos. Parece que o rei de Audagoste contribuiu à queda de Ambia e pode estar ligado à fala de ibne Abi Zar quando cita a revolta dos notáveis sanhajas contra o quarto rei lantuna em 918-919. Isto posto, o rei Tinazua ibne Uanxique ibne Bizar ou Baruiane ibne Uanxique ibne Izar, que governou, segundo ibne Caldune, sobre os lantunas e todo o Saara no século X, no tempo de Abderramão III (r. 912–961) e seu filho Aláqueme II (r. 961–976), pertencia a dinastia de Audagoste e não a dos lantunas. Seu nome Baruiane ibne Uanxique ibne Izar parece meramente ser uma deformação daquele do rei Tine Iarutane ibne Uassinu ibne Nizar (r. 951–961) citado por Albacri. É a mesma pessoa que é citada por ibne Haucal sob o nome de Tambarutane ibne Isfixar e que foi seu contemporâneo. Haucal afirmou que governou os sanhajas por 20 anos e que o poder pertencia à família desse homem.

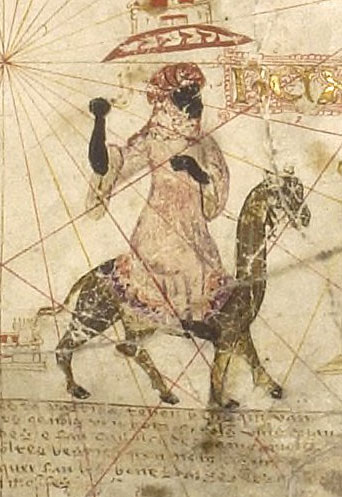
Abu Becre num portulano de 1413

Parece que perto do fim do século X ou começo do próximo, o Reino de Audagoste foi destruído pelo rei do Gana, que incorporou a capital em seu reino, enquanto manteve a liberdade dos lantunas. Foi nesse tempo, no fim de um período de 120 anos durante o qual "[o] poder estava dividido entre os lantunas", como ibne Abi Zar diz, que lá aparece entre os lantunas novo rei chamado Abedalá (Abu Ubaide Alá) ibne Tifaute, que trouxe a união. Segundo ibne Abi Zar, foi um homem de religião e piedade que fez a peregrinação (haje). Ele foi morto, ao fim de três anos de reinado, durante um raide; Albacri chama-o Maomé Taresna e diz que conduziu uma guerra santa (jiade), no curso da qual foi morto num lugar chamado Gangara (os mandingas) na terra dos negros. Taresna (ou Nareste) Alantuni parece ter reinado entre 1034 e 1038, como chefe de uma confederação das tribos sanhajas cujos membros incluíam os lantunas, os judalas e talvez os massufas.
No início, os lantunas eram pagãos, e segundo ibne Caldune, apenas se tornaram muçulmanos durante o século IX. Mas a maioria dos membros da tribo eram apenas nominalmente muçulmanos, além dos emires e uma parcela dos notáveis. Devido a esse fato, Iáia ibne Ibraim, o sucessor de Nareste (Taresna) como chefe dos lantunas, decidiu no curso de sua peregrinação para Meca levar do Magrebe ao Saara um pio e erudito xeique muçulmano chamado Abedalá ibne Iacine, que trabalhou na conversão de judalas e lantunas para uma genuína forma de islamismo. Abedalá ibne Iacine logo descobriu que muitas pessoas com quem trabalhou eram ignorantes, levando-o a se cercar de verdadeiros crentes e declarou guerra santa contra os infiéis das duas tribos, que converteu após vários raides. Foi nesse contexto que surge o Império Almorávida. Após a morte de Iáia ibne Ibraim em 1042/1043, Abedalá ibne Iacine, então chefe espiritual da nova comunidade, nomeou como sucessor o emir Iáia ibne Omar ibne Talacaquim, que reinou até 1056-1057. Então o irmão do último, Abu Becre ibne Omar também nomeado por Abedalá ibne Iacine, reinou sobre o Saara Ocidental. Abu Becre estava contente em reinar no deserto e deixou o Marrocos, cuja conquista ele conduziu, para seu sobrinho Iúçufe ibne Taxufine. Porém, manteve o título de emir dos almorávidas até sua morte.
Aparentemente, após a morte de Abu Bacar, que morreu em 1087 durante um dos raides contra os negros no Sudão Ocidental, os lantunas ainda mantiveram por algum tempo sua supremacia sobre o povo do Saara Ocidental. Próximo a meados do século XII, Alzuri fala de um Iáia ibne Abu Becre, emir dos lantunas, que viveu até 1102-1103 e que parece ter sido filho do emir Abu Becre ibne Omar. Durante esse tempo, houve a conquista de Gana pelos lantunas e a conversão daquela cidade. Depois, o poder lantuna enfraqueceu, mas se sabe graças ao anônimo do Kitab al-Istibsar de 1192, que os lantunas sempre possuíram, nesse tempo, um rei independente bem como seus próprios xeiques. Depois, como os massufas e outras tribos berberes, do sudoeste do Saara, os lantunas estiveram compelidos a reconhecer o poder dos reis sudaneses do Mali. Se Alumari pode ser acreditado, os lantunas estiveram sob controle deles na primeira metade do século XIV; porém, ainda tinham seus próprios xeiques. As fontes árabes tardias não citam esse povo, cuja relevância ficou quase nula.